# Saint-Pierre (Cantal)
Saint-Pierre (okzitanisch Sant Peire) ist eine französische Gemeinde mit 146 Einwohnern (Stand 1. Januar 2022) im Département Cantal in der Region Auvergne-Rhône-Alpes (vor 2016 Auvergne); sie gehört zum Arrondissement Mauriac und zum Kanton Ydes.

## Geographie
Saint-Pierre liegt in den nordwestlichen Ausläufern des Monts-du-Cantal-Massivs, etwa 55 Kilometer nördlich von Aurillac an der Dordogne, die die Gemeinde im Nordwesten begrenzt. Umgeben wird Saint-Pierre von den Nachbargemeinden Sainte-Marie-Lapanouze im Norden und Nordwesten, Roche-le-Peyroux im Norden, Sarroux-Saint Julien im Osten und Nordosten, Champagnac im Süden, Sérandon im Südwesten sowie Liginiac im Westen.

## Bevölkerungsentwicklung
| Jahr                       | 1962 | 1968 | 1975 | 1982 | 1990 | 1999 | 2006 | 2011 | 2018 |
| Einwohner                  | 231  | 208  | 148  | 148  | 148  | 150  | 161  | 169  | 138  |
| Quellen: Cassini und INSEE |      |      |      |      |      |      |      |      |      |

## Sehenswürdigkeiten

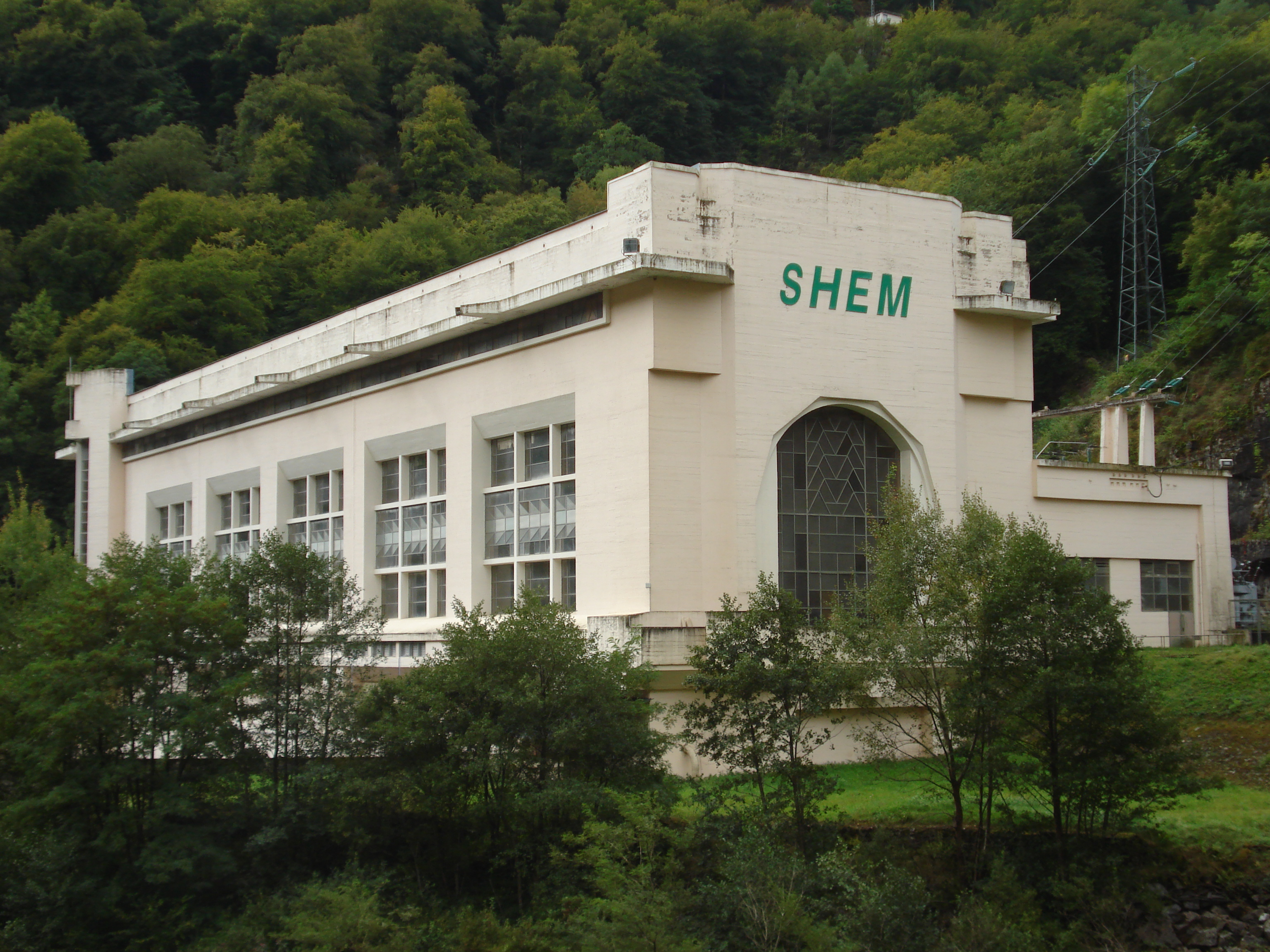
Wasserkraftwerk am Stausee von Marèges

- Kirche Saint-Pierre
- Staumauer von Marèges
- alte Uranmine